# Bäckängsmon
Bäckängsmon este o arie protejată (arie specială de conservare — SAC, sit de importanță comunitară — SCI) din Suedia întinsă pe o suprafață de 15,1 ha, integral pe uscat.

## Localizare
Centrul sitului Bäckängsmon este situat la coordonatele 58°05′06″N 15°52′29″E / 58.0851°N 15.8748°E.

## Înființare
Situl Bäckängsmon a fost declarat sit de importanță comunitară în ianuarie 2002 pentru a proteja un număr necunoscut de specii din flora spontană și fauna sălbatică aflate în arealul zonei. Situl a fost protejat și ca arie specială de conservare în martie 2011.

## Biodiversitate
Situată în ecoregiunea boreală, aria protejată conține 2 habitate naturale: Pășuni din zone de pădure fino-scandinave, Taiga vestică.
La baza desemnării sitului se află un număr nedeclarat de specii protejate.